# Сугако, Надежда
Надежда Сугако (род. 9 февраля 1964) — советская гребчиха. Мастер спорта СССР международного класса.
Окончила Могилевское училище олимпийского резерва. Чемпионка СССР по академической гребле 1987 года. Тренировалась под руководством О. Михайлова.
Победитель Игр доброй воли 1986 года. Участница чемпионата мира 1986 года в Великобритании (4 место). Бронзовая призёрша чемпионата мира 1987 года в Дании (двойка).
Представляла Советский Союз на Олимпийских играх 1988 года в Сеуле (четвёртое место).